# Bürgerhaus Langenberg

Bürgerhaus Langenberg nach der Fertigstellung

Urkunde zur Grundsteinlegung

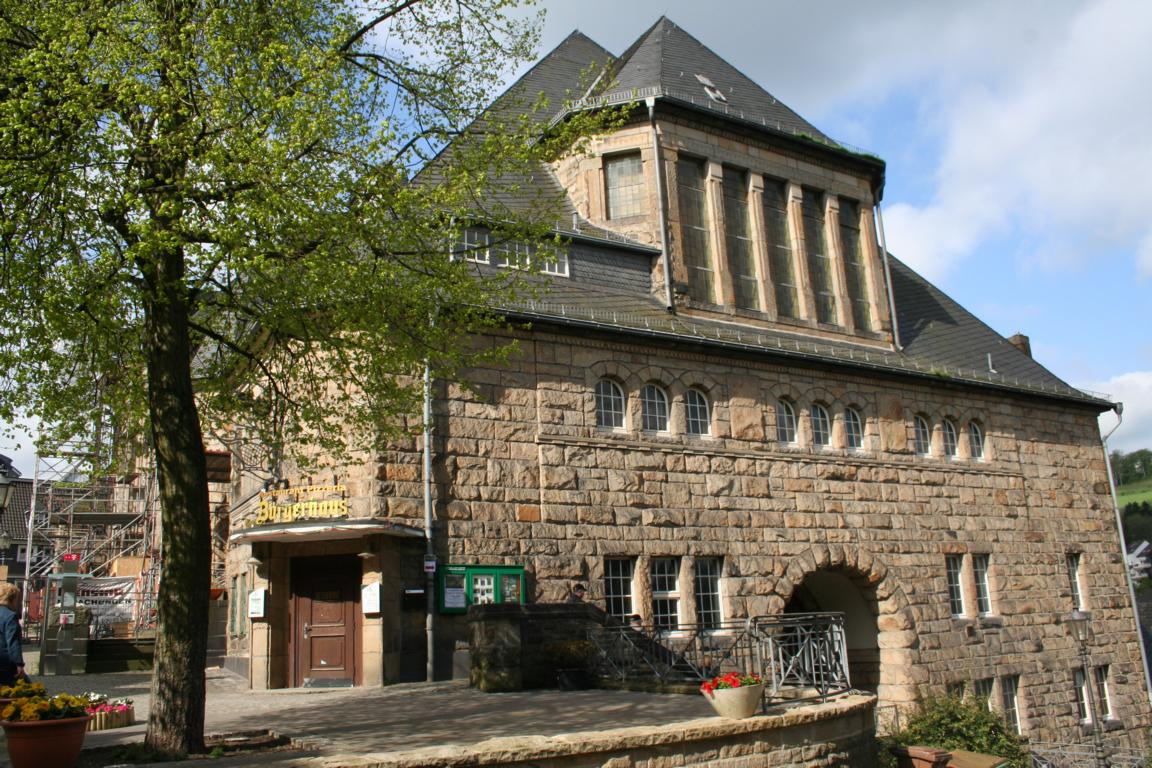
Bürgerhaus Langenberg

Das  Historische Bürgerhaus Langenberg in Velbert-Langenberg ist ein Kultur- und Veranstaltungsgebäude, das den Bürgern der ehemaligen Stadt Langenberg gestiftet wurde.
Heute wird es vom Kultur- und Veranstaltungsbetrieb der Stadt Velbert unter seiner Marke "Kulturloewen" betreiben und bespielt.

## Geschichte
Für eine Verbreiterung der Hauptstraße im Jahre 1910 waren in Langenberg mehrere Häuser abgerissen worden. Wegen des steil abfallenden Hanges fanden sich keine Interessenten für eine Neubebauung der Grundstücke. Adalbert Colsman und Sophie Colsman geb. Feldhoff machten im Jahr 1913 der Stadt Langenberg das Angebot, eine hohe Geldsumme zu schenken, mit der Auflage, an dieser Stelle ein „Bürgerhaus“ zu errichten. Sie hatten bereits dazu von ihrem Architekten Arno Eugen Fritsche erste Entwürfe erarbeiten lassen. Das Gebäude sollte als Fest- und Versammlungsraum, für Bildung, Kultur und Sport den Bürgern der Stadt zur Verfügung stehen. Die Stadtverordnetenversammlung nahm dieses Geschenk an, und Fritsche erhielt den Auftrag zur weiteren Planung. Wegen des Ersten Weltkriegs verzögerte sich die Fertigstellung bis 1917. Sportvereine, Bürgerhauschor und Bürgerhausorchester waren und sind auch heute noch ständige Nutzer des Hauses. Die Nutzung des Hauses war nach dem Willen der Stifter kostenlos. Im Zweiten Weltkrieg diente das Bürgerhaus zeitweise als Lazarett. Im Lauf der Zeit wurden verschiedene Umbauten durchgeführt. Eine geplante Asbestsanierung war der Ausgangspunkt für die Feststellung erheblicher Baumängel und Schäden, die 2006 zur Schließung des Hauses führten. Die Wiedereröffnung nach einer langen Sanierungsphase erfolgte im April 2016.

## Konzert-Orgel
Die Orgel im großen Saal wurde 1917 von dem Orgelbauer Paul Faust (Wuppertal-Barmen) in einem nach innen gewölbten, markanten Jugendstil-Prospekt erbaut. Im Laufe der Zeit wurde das Instrument mehrfach verändert. 1977 wurden die pneumatischen Trakturen durch elektrische ersetzt und ein neuer Spieltisch errichtet. Das Instrument hat 49 Register auf drei Manualwerken und Pedal, darunter zwei Extensionen und sechs Transmissionen. Aufgrund der vielen Überarbeitungen ist ein Teil des ursprünglich spätromantischen Klangcharakters der Orgel verloren gegangen.
| I Hauptwerk C–g3 |                        |        |
| 01.              | Bordun                 | 16′    |
| 02.              | Prinzipal              | 08′    |
| 03.              | Großgedackt            | 08′    |
| 04.              | Salicional             | 08′    |
| 05.              | Rohrflöte              | 08′    |
| 06.              | Rohrflöte (Ext. Nr. 5) | 04′    |
| 07.              | Oktave                 | 04′    |
| 08.              | Quinte                 | 02 ⁄3′ |
| 09.              | Oktave                 | 02′    |
| 10.              | Mixtur V               | 02′    |
| 11.              | Tuba                   | 08′    |

| II Positiv C–g3 |                  |         |
| 12.             | Gedeckt          | 16′     |
| 13.             | Lieblich Gedeckt | 08′     |
| 14.             | Quintadena       | 08′     |
| 15.             | Praestant        | 04′     |
| 16.             | Flöte            | 04′     |
| 17.             | Oktave           | 02′     |
| 18.             | Terz             | 01 3⁄5′ |
| 19.             | Nasat            | 01 ⁄3′  |
| 20.             | Scharff IV       | 02⁄3′   |
| 21.             | Terzzimbel III   | 01⁄6′   |
| 22.             | Oboe             | 08′     |
|                 | Tremulant        |         |

| III Schwellwerk C–g3 |                         |        |
| 23.                  | Holzflöte               | 8′     |
| 24.                  | Zartgeige               | 8′     |
| 25.                  | Gemshorn                | 8′     |
| 26.                  | Nachthorngedackt        | 8′     |
| 27.                  | Prinzipal               | 4′     |
| 28.                  | Nachthorn (Ext. Nr. 26) | 4′     |
| 29.                  | Quintflöte              | 2 ⁄3′  |
| 30.                  | Oktave                  | 2′     |
| 31.                  | Querflöte               | 2′     |
| 32.                  | Terzflöte               | 1 3⁄5′ |
| 33.                  | Sifflöte                | 1′     |
| 34.                  | Mixtur IV–VI            | 1′     |
| 35.                  | Trompete                | 8′     |
| 36.                  | Rankett                 | 8′     |
| 37.                  | Kopfregal               | 4′     |
|                      | Tremulant               |        |

| Pedalwerk C–f1 |                      |         |
| 38.            | Prinzipal            | 16′     |
| 39.            | Subbass              | 16′     |
| 40.            | Zartbass (= Nr. 12)  | 16′     |
| 41.            | Quintbass            | 10 2⁄3′ |
| 42.            | Oktavbass            | 08′     |
| 43.            | Sanftbass (= Nr. 25) | 08′     |
| 44.            | Choralbass           | 04′     |
| 45.            | Oktave (= Nr. 9)     | 02′     |
| 46.            | Posaune              | 16′     |
| 47.            | Trompete (= Nr. 35)  | 08′     |
| 48.            | Rankett (= Nr. 36)   | 08′     |
| 49.            | Kopfregal (= Nr. 37) | 04′     |

- Koppeln: II/I (auch als Superoktavkoppel), III/I (auch als Superoktavkoppel), III/II, I/P, II/P, III/P
- Spielhilfen: 8-fache Setzeranlage mit Tutti und Nulltaster, Registercrescendo mit Crescendostandanzeige, alle Koppeln auch als Pistons, Einzelabsteller